# Augusto dos Anjos
Augusto dos Anjos, född 20 april 1884, död 12 november 1914, var en brasiliansk poet.
Under sin livstid publicerade don Anjos endast ett verk, Eu ("Jag", 1912). Verket kom dock att bli mycket uppmärksammat och har senare utgetts i över 30 upplagor. Språket i dikterna, där beskriver människans oundvikliga väg mot förfall och förruttnelse uppfattades på sin tid som mycket chockerande.
Augusto dos Anjos räknas som en av pionjärerna inom den brasilianska modernismen.

## Källhänvisningar
1. ↑  "Augusto dos Anjos – Monologue of a Shadow". Arkiverad 14 juli 2014 hämtat från the Wayback Machine. Thegalwayreview, 2013-10-31. Läst 13 juli 2014. (engelska)

- Nationalencyklopedin multimedia plus, 2000